# Székelyszentmiklós
Székelyszentmiklós (románul Nicoleni) falu Romániában, Erdélyben, Hargita megyében.

## Fekvése
Székelykeresztúrtól 6 km-re északkeletre, községközpontjától, Siménfalvától 1,5 km-re fekszik a Szentmiklósi-patak katlanszerű völgyfőjében, 450 méter tszf. magasságban, belterülete mindössze 14 hektár.
A falu határát fátlan dombvidék alkotja(356,3 ha). Erdője csupán délen, a Cserehát övezetében húzódik. Keletről a Borba (525 m) és az Árnyék (538 m) nevű siménfalvi dűlőkkel határos, és itt van Akasztófa-dombja is. Nyugatról a Kis- és Nagykedei dűlőkkel határos (Templomalj, Faluvége, Felső sás, Kedevölgye). A falu aszályos időszakban vízhiánnyal küzd, csak a Tiboldi kút vize nem apad el. Délről a Forrás-pataka, nyugatról a Sás-pataka, északról a Somály-pataka ömlik a Szentmiklósi Alba-patakába.

## Története
Területe ősidők óta lakott. Határában a Csűr-dűlő területén bronzkori telep nyomaira bukkantak.
1910-ben 159, 1992-ben 83 magyar lakosa volt. A trianoni békeszerződésig Udvarhely vármegye Székelykeresztúri járásához tartozott.

## Temploma

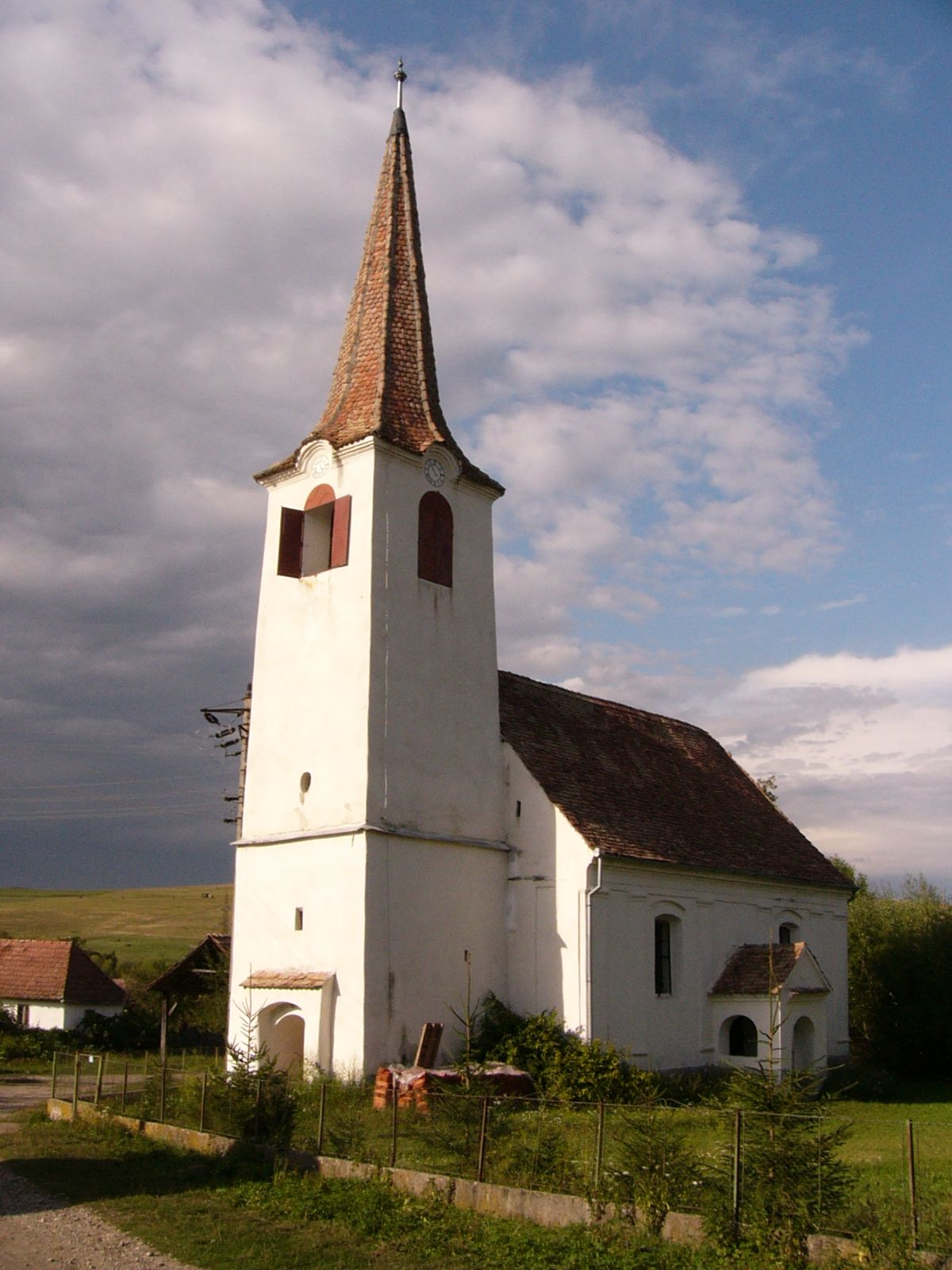
Az unitárius templom

Unitárius temploma 1862-ben épült a falu közepén amelybe beépítették a középkori templom néhány faragványát is(gyámkövét). A templom nyugati kapuját csúcsíves, hornyolt profilú kőkeret szegélyezi, küszöbe is egy kapukeret hengertagos szárköve. A hajó déli oldalára épített két késő gótikus gyámkövet falaztak be. Egyszínű kazettás mennyezete 1862-ből való. Régi kőfallal övezett temploma a Temetődombon állott.

## Híres emberek
- Itt született 1793-ban Tiboldi István iskolamester, költő, Kriza János gyűjtőtársa (1793–1880).
- Itt született 1876-ban Szentannai Sámuel kutató mezőgazdász, szakíró, iskolaigazgató Karcagon (1912–1933)[2]
- Itt született 1942-ben Farkas Dénes nyugalmazott unitárius lelkész, esperes.
- Itt született 1943-ban Tiboldi István állatorvos, állatorvostudományi szakíró.
- Itt született 1944-ben Farkas Árpád költő.